# Rolando Fustiñana
Andrés José Rolando Fustiñana, más conocido como Roland (Buenos Aires, 16 de enero de 1915 - Buenos Aires, 12 de enero de 1999), fue un crítico de cine argentino fundador de la Cinemateca Argentina en 1942 de la que fue director y presidente hasta 1990.

## Biografía
Comenzó su labor como crítico en 1936 en el Diario Crítica y en 1942 creó el "Cine Club" y el periódico "Gente de Cine". 
Fundó la Cinemateca Argentina de la que fue presidente honorario y fue vicepresidente de la FIAF. 
En 1957 creó el Centro de Investigación de la Historia del Cine Argentino.
Se desempeñó como jurado en festivales de cine nacionales e internacionales como el Festival de Cine de Mar del Plata.
Fue director del Museo del Cine Pablo Ducrós Hicken y profesor del Centro de Experimentación del Instituto Nacional de Cinematografía.
Recibió en 1980 el Premio Leopoldo Torre Nilsson en reconocimiento a su trayectoria.
En 1991 recibió el Premio Konex de Platino Cultural.